# Reinhard Teufel
Reinhard Johannes Teufel (* 20. Mai 1979) ist ein österreichischer Politiker der Freiheitlichen Partei Österreichs (FPÖ). Seit März 2018 ist er Abgeordneter zum Landtag von Niederösterreich, seit 23. März 2023 dort auch Klubobmann seiner Partei.

## Leben
Reinhard Teufel besuchte nach Volks- und Hauptschule in Lackenhof und Gaming die Höhere Bundeslehranstalt für Forstwirtschaft in Gainfarn, wo er 1998 maturierte. Nach dem Präsenzdienst begann er ein Studium der Sozial- und Wirtschaftswissenschaften, das er 2004 als Magister abschloss.
Nach dem Studium war er in der Finanzbuchhaltung des Austrian Research Centers tätig, ab 2007 war er Fachreferent im Freiheitlichen Parlamentsklub, weiters von 2007 bis 2017 Hauptmitglied der §7-Kommission beim Bundesministerium für Nachhaltigkeit und Tourismus.  2011 wurde er Büroleiter bei FPÖ-Klubobmann Heinz-Christian Strache. 2013 übernahm er den elterlichen landwirtschaftlichen Betrieb in Lackenhof, den er seitdem im Nebenbetrieb weiterführt. 2014 legte er die Dienstprüfung für den Verwaltungsdienst in der Parlamentsdirektion und im Juli 2017 die Staatsprüfung für den leitenden Forstdienst (Försterprüfung) ab. Seit 2016 ist er Vorstandsmitglied des FPÖ-Bildungsinstituts. Im Dezember 2017 wurde er Kabinettschef im Bundesministerium für Inneres unter dem damaligen Innenminister Herbert Kickl, wo er bis zu dessen Entlassung durch den Bundespräsidenten im Mai 2019 im Zuge der Ibiza-Affäre das Kabinett leitete.
Reinhard Teufel gehörte von 2010 bis 2020 dem Gemeinderat in Gaming an, im Mai 2017 wurde er zum FPÖ-Obmann des Bezirks Scheibbs gewählt. Am 22. März 2018 wurde er in der konstituierenden Landtagssitzung der XIX. Gesetzgebungsperiode als Abgeordneter zum Landtag von Niederösterreich angelobt, wo er für die Ressorts Sicherheit, Asyl und Zuwanderung zuständig war und für Landwirtschaft, Wirtschaft/Tourismus sowie Wissenschaft/Forschung zuständig ist. Darüber hinaus war Teufel Mitglied des Aufsichtsrates der ASFINAG Maut Service GmbH und ist Delegierter der Oberösterreichischen Wechselseitigen Versicherung Vermögensverwaltung sowie seit 2020 Obmann der Agrargemeinschaft Lackenhof.
Bei der Landtagswahl 2023 kandidierte er auf dem sechsten Listenplatz der Landesliste sowie als Spitzenkandidat der Partei im Landtagswahlkreis Scheibbs. Zu Beginn der XX. Gesetzgebungsperiode folgte er Udo Landbauer als Klubobmann des FPÖ-Landtagsklubs nach. Neben Herbert Kickl, Michael Schnedlitz, Christian Hafenecker, Norbert Nemeth, Susanne Fürst und Arnold Schiefer wurde er nach der Nationalratswahl 2024 Teil des Verhandlungsteams der FPÖ zur Bildung einer Regierung.
Teufel ist Mitglied der Innsbrucker akademischen Burschenschaft Brixia. Er ist verheiratet und Vater von vier Kindern.

## Politische Positionen
Im Rahmen seiner politischen Tätigkeit setzt sich Teufel dafür ein, aufenthaltsbeendende Maßnahmen im Fremden- und Asylwesen umzusetzen und zu beschleunigen. Zudem arbeitet er unter anderem darauf hin, den Einsatz ausländischer Pflegekräfte einzuschränken.
Im Bereich der Wohnbauförderung fordert er leistbare Startwohnungen explizit für junge Niederösterreicher und spricht sich dafür aus, ökologische Maßnahmen und Klimaauflagen beim Wohnbau abzuschaffen. Des Weiteren fordert er, die Lichtverschmutzung hintanzuhalten, indem er Studien zur wissenschaftlichen Untersuchung der Folgen von Lichtverschmutzung von der Bundesregierung fordert, wobei ein Sternenpark für astronomische Studien im südlichen Niederösterreich dienen könnte. Teufel setzt sich auch dafür ein, das „Recht auf Barzahlung“ in der Bundesverfassung zu verankern, und macht sich gegen die kritiklose und einseitige Förderung der batteriebasierten Elektromobilität stark, in der er eine „Umwelt-Mogelpackung“ sieht.

## Publikationen (Auswahl)
- 2014: Parlamentarische Untersuchungsausschüsse als Minderheitenrecht, gemeinsam mit Norbert Nemeth, FPÖ-Bildungsinstitut, Wien 2014, ISBN 978-3-902720-22-1
- 2017: Dem Antrag wird stattgegeben. Anmerkungen zur Bundespräsidentenwahl 2016, gemeinsam mit Andreas Hauer u. a., FPÖ-Bildungsinstitut, Wien 2017[21]